# Valenciennea
Valenciennea – rodzaj ryb z rodziny babkowatych.

## Klasyfikacja
Gatunki zaliczane do tego rodzaju:

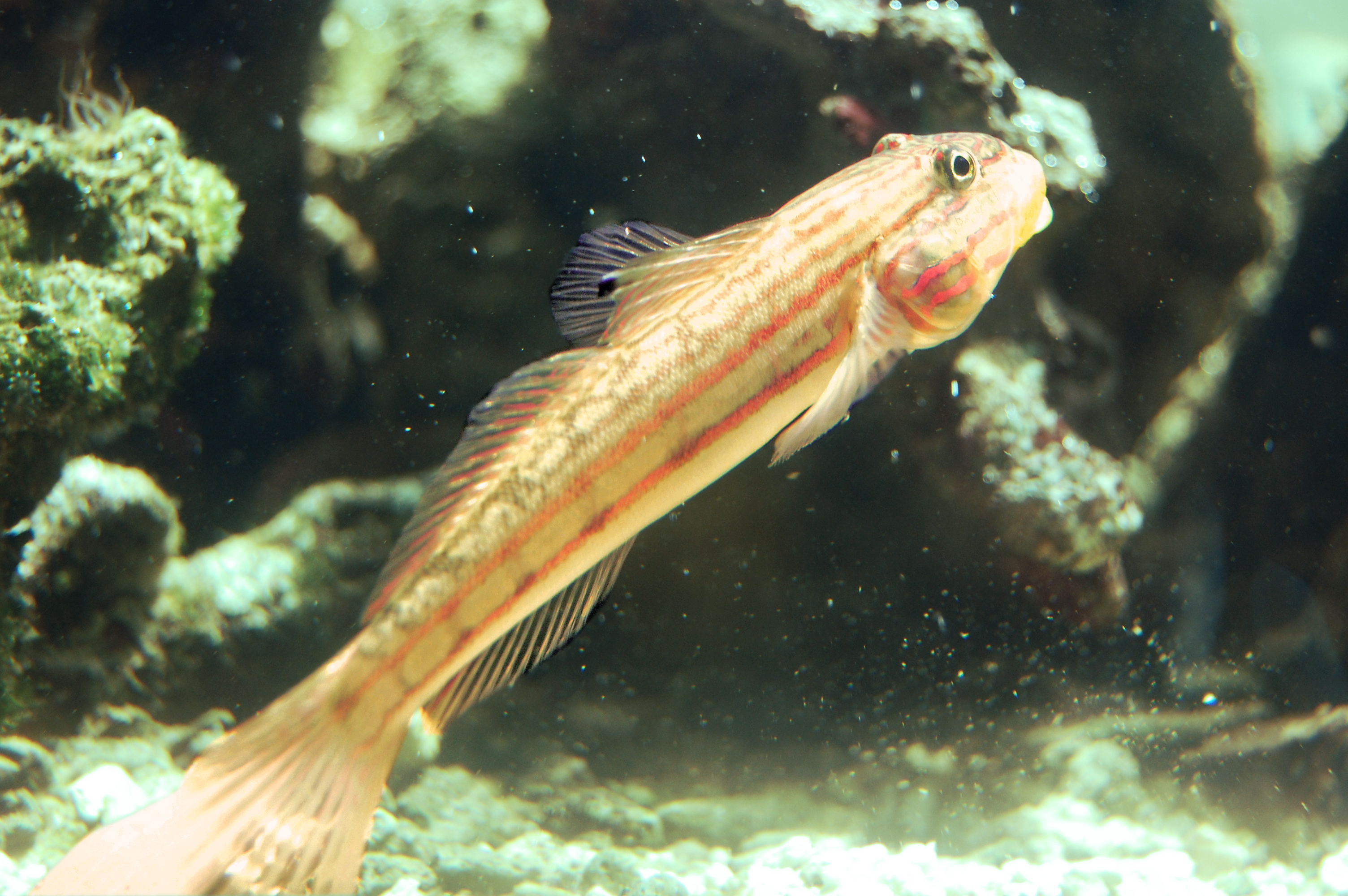
Valenciennea alleni
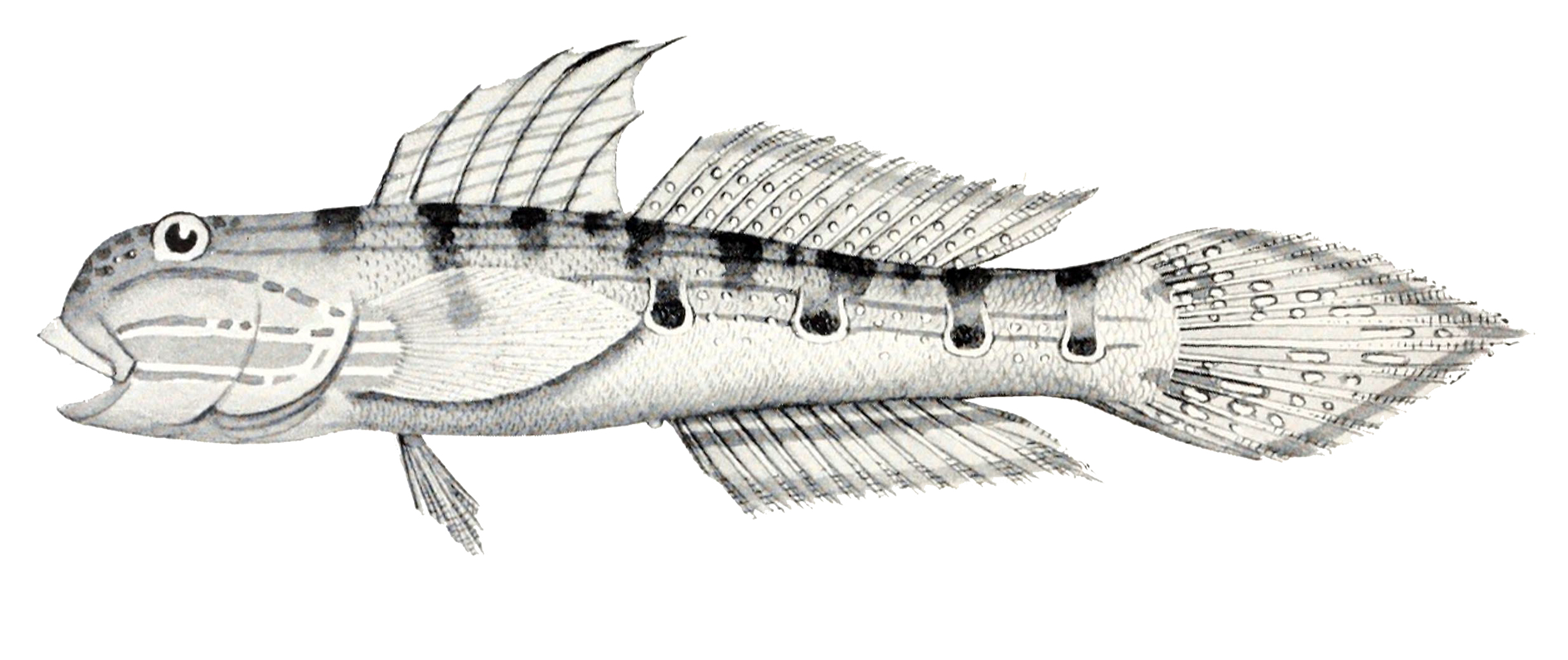
Valenciennea bella
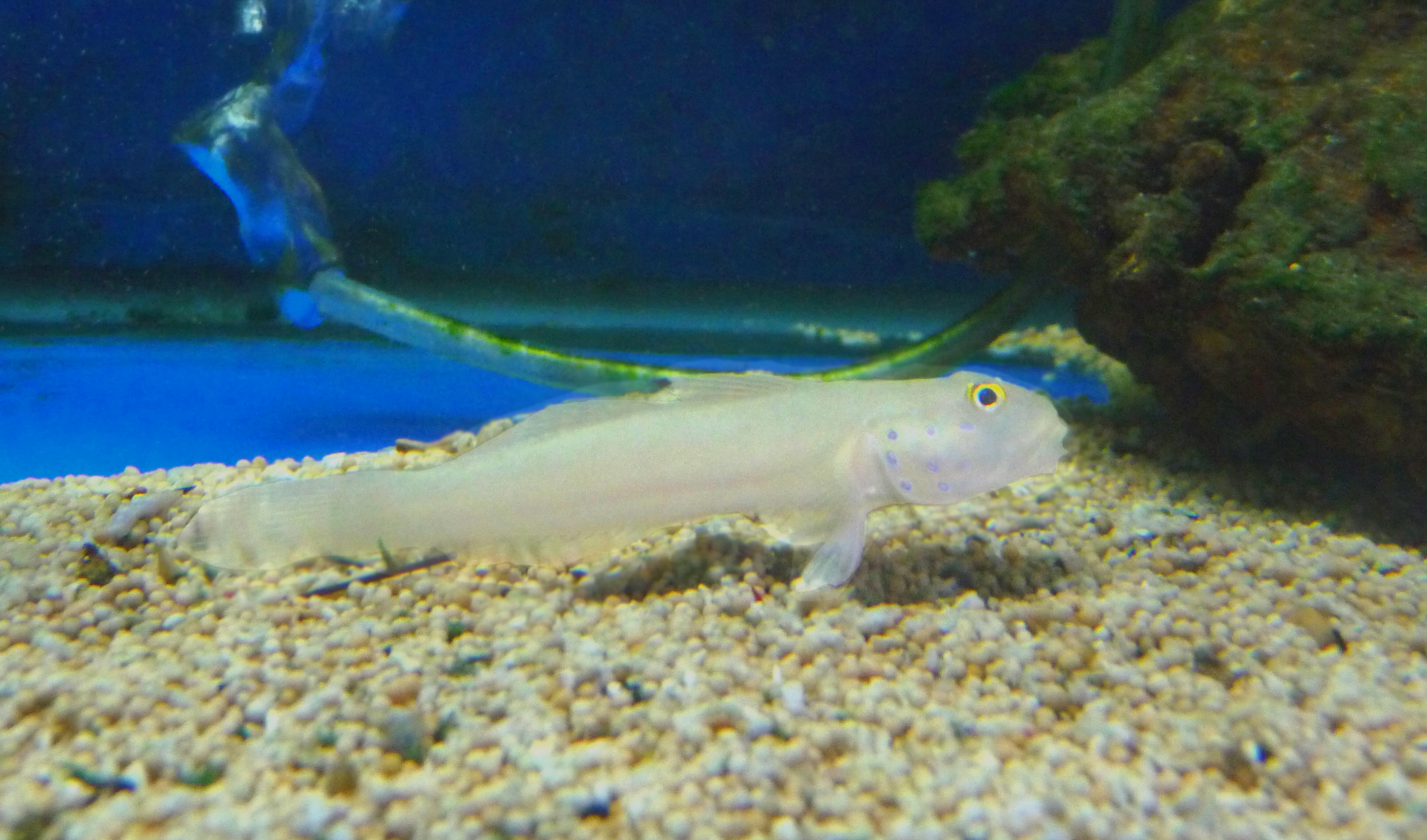
Valenciennea decora
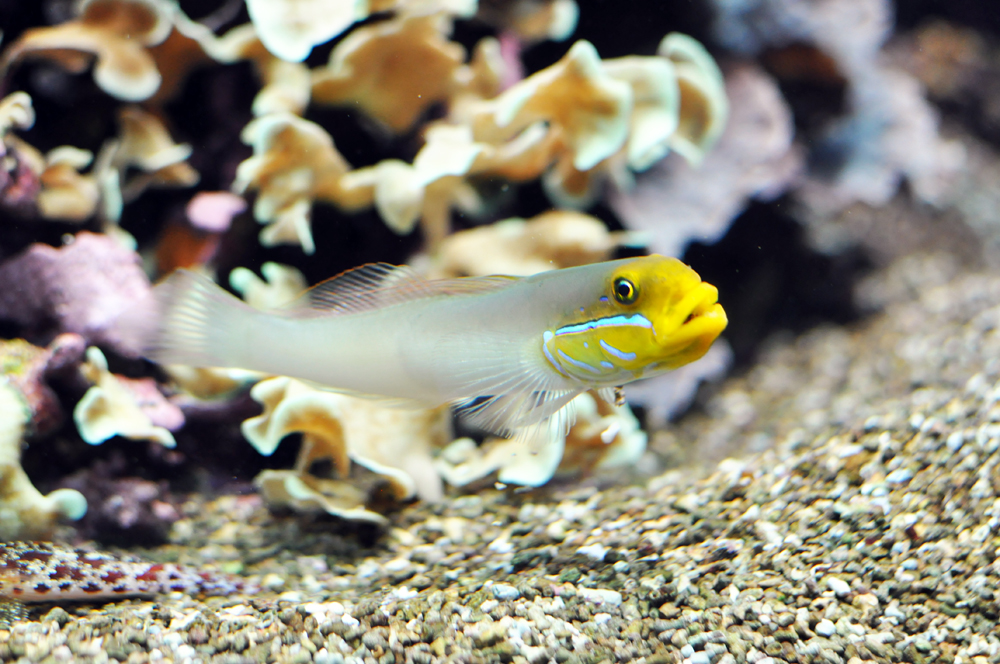
Valenciennea helsdingenii
- Valenciennea immaculata
- Valenciennea limicola
- Valenciennea longipinnis
- Valenciennea muralis
- Valenciennea parva
- Valenciennea persica
- Valenciennea puellaris
- Valenciennea randalli
- Valenciennea sexguttata
- Valenciennea strigata
- Valenciennea wardii

- Valenciennea helsdingenii
- Valenciennea longipinnis
- Valenciennea sexguttata
- Valenciennea strigata